# Белая Воложка
Белая Во́ложка (устар. А́тиково) — река в России, протекает по Козловскому району Чувашской Республики. Правый приток Волги.

## География
Река Белая Воложка берёт начало у деревни Чешлама. Течёт на северо-восток по открытой местности и впадает в Куйбышевское водохранилище в черте города Козловка. Устье реки находится в 1876 км по правому берегу Волги. Длина реки составляет 19 км, площадь водосборного бассейна — 147 км².

## Название
- Одно из названий реки — Белая Во́ложка — произошло от русских «белый» и «воложка»[4].

Воложка — приток, доступный для судов во время весеннего подъема воды, но нередко пересыхающий летом, из гидронима Волга, то есть воложка, маленькая Волга.— Даль В. И. 

Во́ложка распространенное название рукавов Волги, образующихся чаще всего после половодья, поволжск. По второму полногласию — из *Вължька «маленькая Волга».— Фасмер М.
- Второе название реки — А́тикова (А́ттикова) — дано по названию деревни[4].

## Данные водного реестра
По данным государственного водного реестра России относится к Верхневолжскому бассейновому округу, водохозяйственный участок реки — Волга от Чебоксарского гидроузла до города Казань, без рек Свияга и Цивиль, речной подбассейн реки — Волга от впадения Оки до Куйбышевского водохранилища (без бассейна Суры). Речной бассейн реки — (Верхняя) Волга до Куйбышевского водохранилища (без бассейна Оки).
Код объекта в государственном водном реестре — 08010400712112100001500.